# Donna (Texas)
Donna ist eine Stadt im Hidalgo County im US-Bundesstaat Texas in den Vereinigten Staaten. Das U.S. Census Bureau hat bei der Volkszählung 2020 eine Einwohnerzahl von 16.797 ermittelt.

## Geographie
Die Stadt liegt am U.S. Highway 83 im Südosten des Countys, im Süden von Texas, ist im Osten etwa 80 Kilometer vom Golf von Mexiko, im Süden etwa 15 Kilometer von Mexiko entfernt.

## Geschichte
Die Stadt wurde im Juli 1904 als Eisenbahndepot gegründet, als die St. Louis, Brownsville and Mexico Railway hier ihre Gleise verlegte. Benannt wurde sie nach Donna Fletcher, der Leiterin des Postbüros, das 1908 eröffnet wurde.

## Demografische Daten
Nach der Volkszählung im Jahr 2000 lebten hier 14.768 Menschen in 4.167 Haushalten und 3.525 Familien. Die Bevölkerungsdichte betrug 1.131,3 Einwohner pro km². Ethnisch betrachtet setzte sich die Bevölkerung zusammen aus 76,06 % weißer Bevölkerung, 0,37 % Afroamerikanern, 0,60 % amerikanischen Ureinwohnern, 0,18 % Asiaten, 0,00 % Bewohnern aus dem pazifischen Inselraum und 20,40 % aus anderen ethnischen Gruppen. Etwa 2,40 % waren gemischter Abstammung und 87,26 % der Bevölkerung waren spanischer oder lateinamerikanischer Abstammung.
Von den 4.167 Haushalten hatten 43,1 % Kinder unter 18 Jahre, die im Haushalt lebten. 60,0 % davon waren verheiratete, zusammenlebende Paare. 20,0 % waren allein erziehende Mütter und 15,4 % waren keine Familien. 13,6 % aller Haushalte waren Singlehaushalte und in 8,8 % lebten Menschen, die 65 Jahre oder älter waren. Die Durchschnittshaushaltsgröße betrug 3,54 und die durchschnittliche Größe einer Familie belief sich auf 3,91 Personen.
34,1 % der Bevölkerung waren unter 18 Jahre alt, 10,7 % von 18 bis 24, 23,9 % von 25 bis 44, 17,1 % von 45 bis 64, und 14,2 % die 65 Jahre oder älter waren. Das Durchschnittsalter war 29 Jahre. Auf 100 weibliche Personen aller Altersgruppen kamen 92,0 männliche Personen. Auf 100 Frauen im Alter von 18 Jahren und darüber kamen 86,2 Männer.

Das jährliche Durchschnittseinkommen eines Haushalts betrug 22.800 USD, das Durchschnittseinkommen einer Familie 23.892 USD. Männer hatten ein Durchschnittseinkommen von 19.815 USD gegenüber den Frauen mit 17.009 USD. Das Prokopfeinkommen betrug 8.569 USD. 37,8 % der Bevölkerung und 32,6 % der Familien lebten unterhalb der Armutsgrenze. Davon waren 48,1 % Kinder und Jugendliche unter 18 Jahren und 25,5 % waren 65 oder älter.